# おまき桜 (兵庫県)
おまき桜（おまきざくら）は、兵庫県豊岡市竹野町椒にあるエドヒガンの巨木である。豊岡市の天然記念物および兵庫県の郷土記念物に指定されている。

## 概要
幹周6.49 m、樹高12 mの巨木で、㯮椒神社の境内にある。
4月下旬の麻の種を蒔く時期に開花するために「麻（お）蒔桜」と命名されたという。
開花時期はあくまで目安で、3月下旬に開花した年もあった。
おまき桜の東に近接して説明板がある。

## ギャラリー

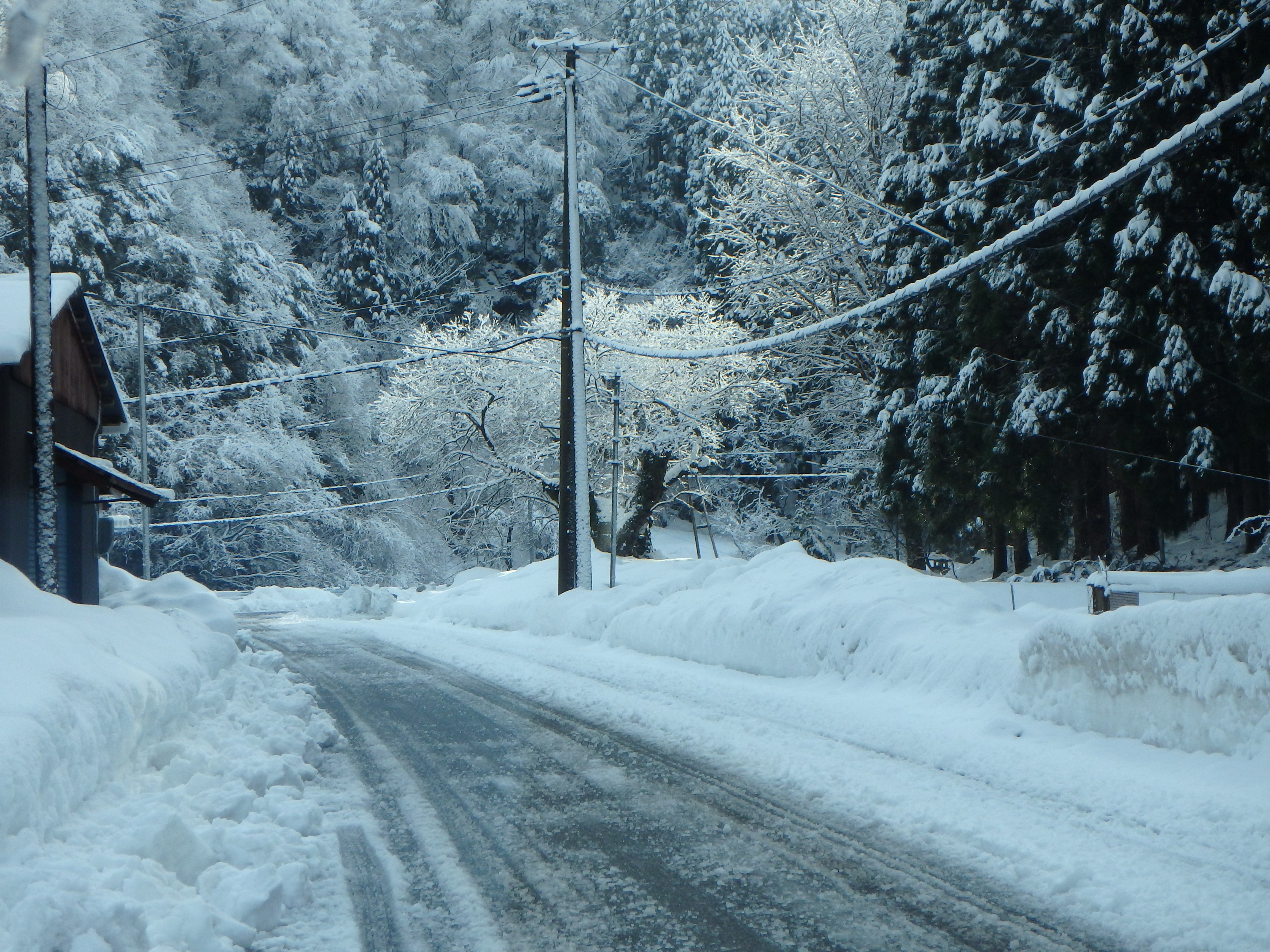
おまき桜（2月）
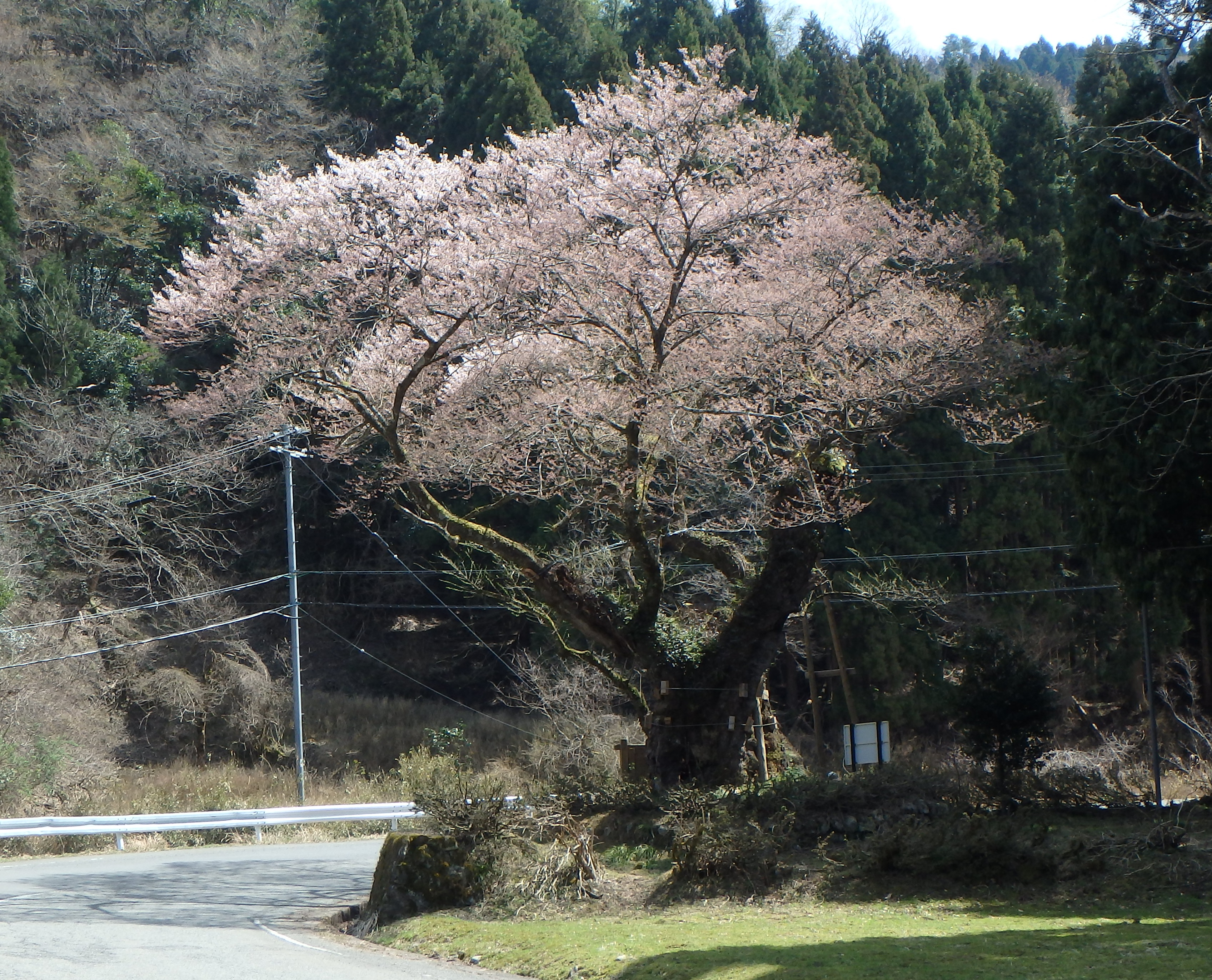
おまき桜（2018年3月31日の開花状況）
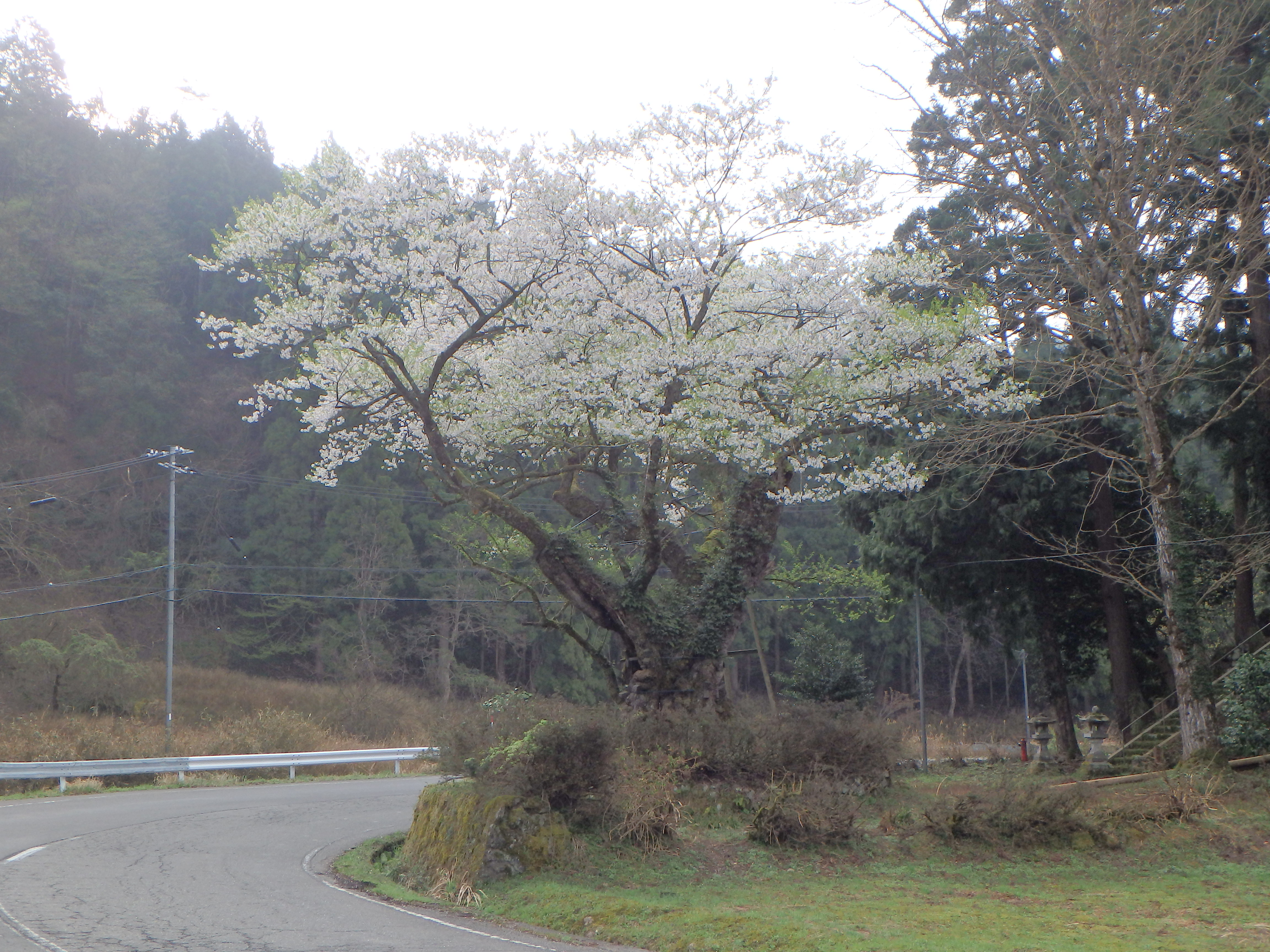
おまき桜（2017年4月16日の開花状況）
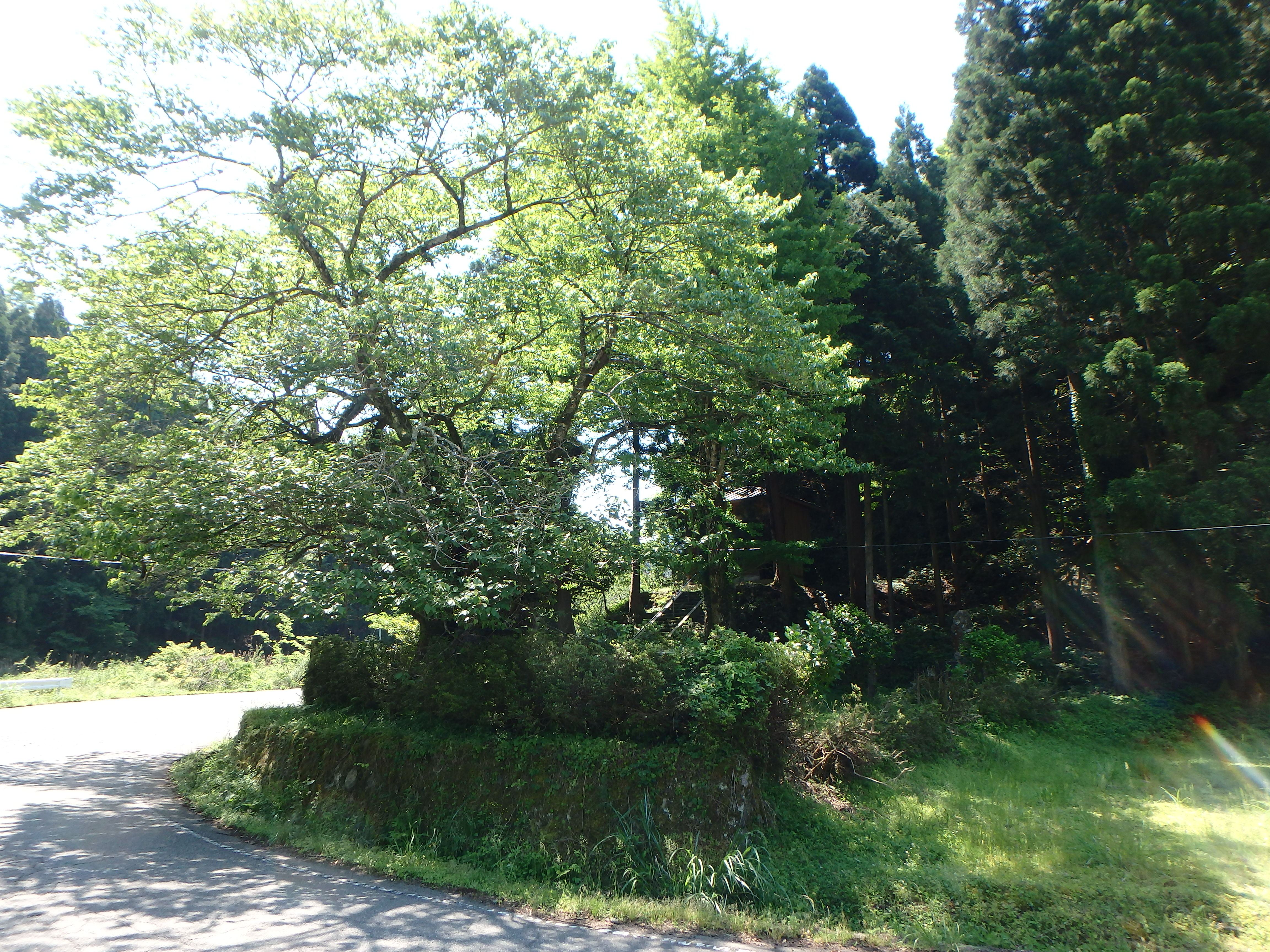
北側から見たおまき桜（5月）
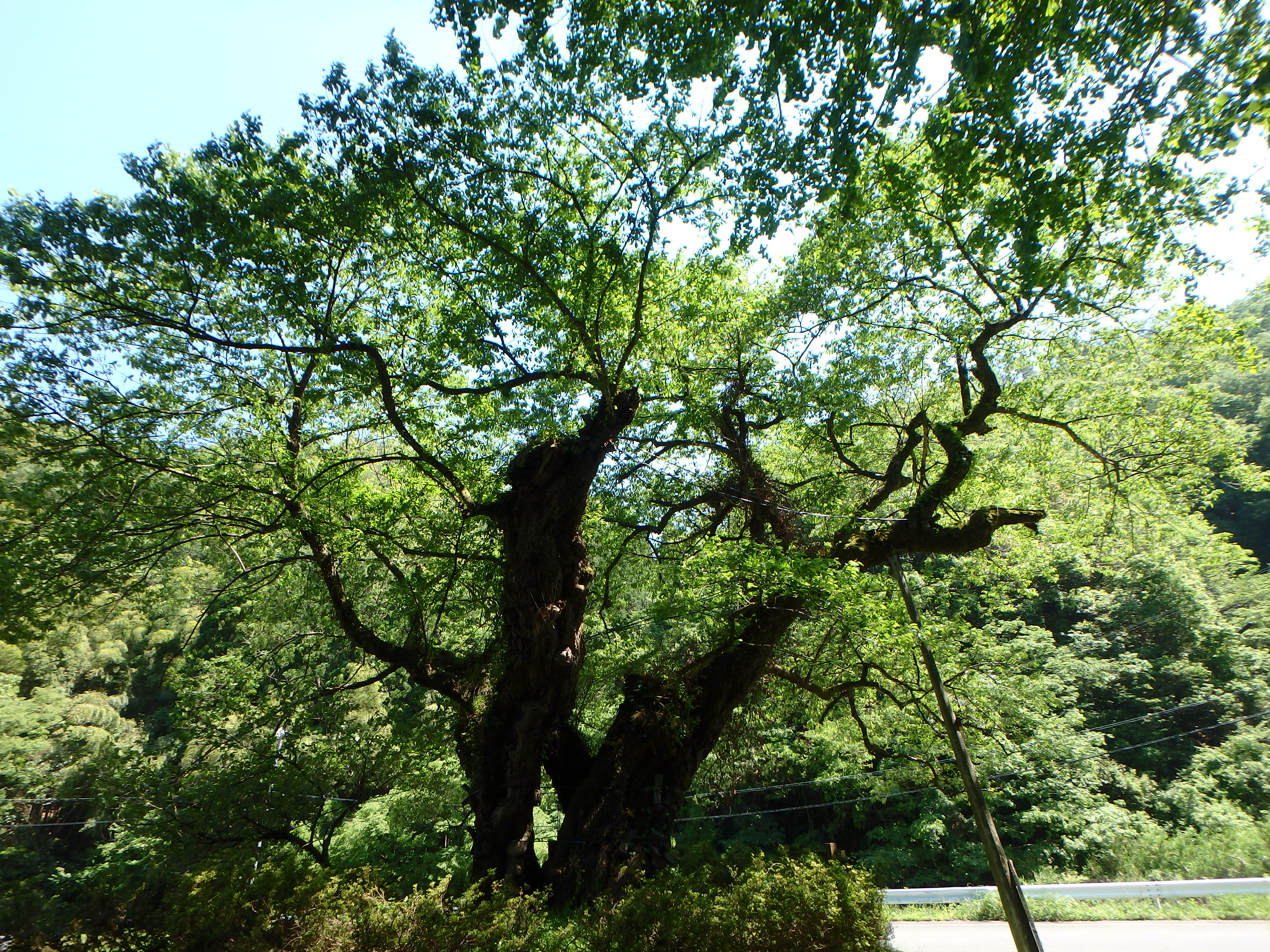
南側から見たおまき桜（5月）

## 交通アクセス
- 山陰本線豊岡駅または竹野駅から全但バス「森本」下車後、イナカーに乗り換えて「下村」で下車。